# ITF Women's $25,000 tennis Tournament Muzaffarnagar
L'ITF Women's $25,000 tennis Tournament Muzaffarnagar è un torneo professionistico di tennis giocato su campi in erba. Fa parte dell'ITF Women's Circuit. Si gioca annualmente a Muzaffarnagar in India.

## Albo d'oro

### Singolare
| Anno | Campionessa      | Finalista       | Punteggio   |
| ---- | ---------------- | --------------- | ----------- |
| 2011 | Tadeja Majerič   | Zheng Saisai    | 6-2 5-7 6-2 |
| 2012 | Non disputato    |                 |             |
| 2013 | Melanie Klaffner | Veronika Kapšaj | 6–2, 6–0    |

### Doppio
| Anno | Campionesse                               | Finaliste                        | Punteggio        |
| ---- | ----------------------------------------- | -------------------------------- | ---------------- |
| 2011 | Rushmi Chakravarthi Poojashree Venkatesha | Miki Miamura Mari Tanaka         | 3-6 6-4 [14-12]  |
| 2012 | Non disputato                             |                                  |                  |
| 2013 | Nicha Lertpitaksinchai Peangtarn Plipuech | Justyna Jegiołka Veronika Kapšaj | 3–6, 6–4, [10–8] |